# Liste der Baudenkmäler in Schwerte
Die Liste der Baudenkmäler in Schwerte enthält die denkmalgeschützten Bauwerke auf dem Gebiet der Stadt Schwerte im Kreis Unna in Nordrhein-Westfalen (Stand: 22. September 2021). Diese Baudenkmäler sind in der Denkmalliste der Stadt Schwerte eingetragen; Grundlage für die Aufnahme ist das Denkmalschutzgesetz Nordrhein-Westfalen (DSchG NRW).

## Baudenkmäler
In der Stadt Schwerte gibt es knapp 190 Baudenkmäler. Acht Baudenkmäler (Nr. 44, 45, 79, 133, 143, 145, 158 und 185) wurden wieder aus der Denkmalliste gestrichen.
Die Liste umfasst, falls vorhanden, eine Fotografie des Denkmals, den Namen bzw. kursiv den Gebäudetyp, die Adresse, das Datum der Eintragung in die Denkmalliste sowie die Listennummer der unteren Denkmalbehörde. Der Name entspricht dabei der Bezeichnung durch die Stadt Schwerte. Abkürzungen wurden zum besseren Verständnis aufgelöst, die Typografie an die in der Wikipedia übliche angepasst und Tippfehler korrigiert. Hinzu kommen kurze Beschreibungen und Angaben zur Bauzeit. Die hier aufgeführte Liste gibt die Denkmalliste vom 22. September 2021 wieder.
| Bild                                                   | Bezeichnung                                                         | Lage | Beschreibung | Bauzeit                                                            | Eingetragen seit | Denkmal- nummer |
| ------------------------------------------------------ | ------------------------------------------------------------------- | --- | --- | ------------------------------------------------------------------ | ---------------- | --------------- |
| weitere Bilder                                         | evangelische Kirche St. Viktor                                      | Schwerte Am Kirchhof 1 Karte | dreischiffige Hallenkirche aus dem 14. Jahrhundert mit spätgotischem Hochchor von 1508 und „Goldenem Altar“ (Antwerpener Schnitzaltar, 1523 eingeweiht), Nachfolgebau einer romanischen Basilika mit Querschiff, schiefe Turmspitze als Wahrzeichen Schwertes weithin sichtbar                                                                                         | 14. Jahrhundert und später                                         |                  | A 001           |
| weitere Bilder                                         | Altes Rathaus (Ruhrtalmuseum)                                       | Schwerte Brückstraße 14 Karte | mittelalterlicher Rathausbau mit Markthalle, Grundstein von 1547, seit den 1930er Jahren als Stadt- und Heimatmuseum genutzt | um 1550                                                            |                  | A 002           |
| weitere Bilder                                         | Rathaus (Rathaus Schwerte)                                          | Schwerte Rathausstraße 31 Karte | gebaut nach einem Entwurf von Carl Hermann Josef Schmitz, Skulpturen am Portal von Georg Grasegger | 1913–1914                                                          |                  | A 003           |
| weitere Bilder                                         | Wohnhaus                                                            | Schwerte Brückstraße 9 Karte | verschiefertes Fachwerkhaus, genannt „Doerthsches Haus“ | 19. Jahrhundert                                                    |                  | A 004           |
| weitere Bilder                                         | ehemaliges Stadtweinhaus                                            | Schwerte Große Marktstraße 2 Karte | gebaut als Begegnungsstätte für Bürger und Kaufleute („Stadtweinhaus“), ab 1656 Umbau zur reformierten Kirche (Johannis-Kirche), nach dem Zweiten Weltkrieg (1953/55) wiedererrichtet und heute als „Calvin-Haus“ von der evangelischen Kirchengemeinde Schwerte genutzt                                                                                               | vermutlich 14. Jahrhundert (Ursprung), 1950er Jahre (Wiederaufbau) |                  | A 005           |
| Wohnhaus                                               | Wohnhaus                                                            | Schwerte Große Marktstraße 4 Karte | |                                                                    |                  | A 006           |
| Wohnhaus                                               | Wohnhaus                                                            | Schwerte Große Marktstraße 6 Karte | |                                                                    |                  | A 007           |
| weitere Bilder                                         | Wohnhaus                                                            | Schwerte Große Marktstraße 8 Karte | |                                                                    |                  | A 008           |
| weitere Bilder                                         | Wohnhaus                                                            | Schwerte Große Marktstraße 10 Karte | Fachwerkhaus |                                                                    |                  | A 009           |
| weitere Bilder                                         | Wohnhaus                                                            | Schwerte Große Marktstraße 11 Karte | Ackerbürgerhaus aus dem frühen 19. Jahrhundert. Hausstandort im Urkataster von 1828 vorhanden. |                                                                    |                  | A 010           |
| weitere Bilder                                         | Wohnhaus                                                            | Schwerte Große Marktstraße 12 Karte | Fachwerkhaus | Anfang des 19. Jahrhunderts, vor 1828                              |                  | A 011           |
| Wohnhaus                                               | Wohnhaus                                                            | Schwerte Ostenstraße 16 Karte | von 1865 bis 1908 Sitz der Sparkasse Schwerte |                                                                    |                  | A 012           |
| weitere Bilder                                         | Wohnhaus                                                            | Schwerte Ostenstraße 18 Karte | 1828 Geburtshaus von Theodor Fleitmann (Chemiker und Unternehmer) |                                                                    |                  | A 013           |
| Wohnhaus                                               | Wohnhaus                                                            | Schwerte Hellpothstraße 8 Karte | |                                                                    |                  | A 014           |
| weitere Bilder                                         | Wuckenhof, ehemaliger Hof                                           | Schwerte Kötterbachstraße 2 Karte | teilverschiefertes zweigeschossiges Fachwerkgebäude, erbaut als Hof und Sitz des Bürgermeisters Wucke, zuvor „Weidenhof“ im Bereich der abgegangenen mittelalterlichen Burg Schwerte (siehe Bodendenkmal Nr. 10), heute Sitz des Schwerter Kulturvereins und des städtischen Kulturbüros                                                                               | erstes Viertel/frühes 19. Jahrhundert                              |                  | A 015           |
| Wohnhaus                                               | Wohnhaus                                                            | Schwerte Kötterbachstraße 4 Karte | |                                                                    |                  | A 016           |
| weitere Bilder                                         | Wohnhaus                                                            | Schwerte Kötterbachstraße 7 Karte | |                                                                    |                  | A 017           |
| weitere Bilder                                         | Wohnhaus                                                            | Schwerte Kötterbachstraße 9 Karte | traufständiges verputztes Fachwerkhaus | Anfang des 19. Jahrhunderts, vor 1828                              |                  | A 018           |
| Wohnhaus                                               | Wohnhaus                                                            | Schwerte Kötterbachstraße 10 Karte | Ackerbürgerhaus aus der 1. Hälfte des 19. Jahrhunderts. Hausstandort im Urkataster von 1828 vorhanden. 1978/1979 renoviert. |                                                                    |                  | A 019           |
| Wohnhaus                                               | Wohnhaus                                                            | Schwerte Kötterbachstraße 12 Karte | |                                                                    |                  | A 020           |
| weitere Bilder                                         | Wohnhaus                                                            | Schwerte Kötterbachstraße 13 Karte | Giebelständiges Fachwerkhaus aus der 1. Hälfte des 19. Jahrhunderts. Hausstandort im Urkataster von 1828 vorhanden. |                                                                    |                  | A 021           |
| Wohnhaus                                               | Wohnhaus                                                            | Schwerte Kötterbachstraße 14 Karte | Giebelständiges Fachwerkhaus aus der 1. Hälfte des 19. Jahrhunderts. 1927 nachweislich Kaufladen im Erdgeschoss. Hausstandort im Urkataster von 1828 vorhanden. |                                                                    |                  | A 022           |
| Wohnhaus                                               | Wohnhaus                                                            | Schwerte Kötterbachstraße 15 Karte | Ehemals traufenständiges Fachwerkhaus aus der 1. Hälfte des 19. Jahrhunderts. Hausstandort im Urkataster von 1828 vorhanden. 1979 durch Umbau stark verändert. |                                                                    |                  | A 023           |
| Wohnhaus                                               | Wohnhaus                                                            | Schwerte Kötterbachstraße 18 Karte | |                                                                    |                  | A 024           |
| Wohnhaus                                               | Wohnhaus                                                            | Schwerte Kötterbachstraße 20 Karte | |                                                                    |                  | A 025           |
| weitere Bilder                                         | Wohnhaus                                                            | Schwerte Kötterbachstraße 22 Karte | giebelständiges Fachwerkhaus |                                                                    |                  | A 026           |
| weitere Bilder                                         | Wohnhaus                                                            | Schwerte Kötterbachstraße 24 Karte | giebelständiges Fachwerkhaus | Anfang des 19. Jahrhunderts, vor 1828                              |                  | A 027           |
| weitere Bilder                                         | Wohnhaus                                                            | Schwerte Kötterbachstraße 26 Karte | Gebäude im bergisch-klassizistischen Stil, genannt „Bährens-Haus“, errichtet als Wohnhaus für Johann Christoph Friedrich Bährens (1765–1833, Pastor in Schwerte), Gedenktafel am Haus | um 1810                                                            |                  | A 028           |
| weitere Bilder                                         | Wohnhaus                                                            | Schwerte Mühlenstraße 22 Karte | Fachwerkhaus, Geburtshaus des Schwerter Heimatdichters Albert Knülle (1878–1961) |                                                                    |                  | A 029           |
| weitere Bilder                                         | Wohnhaus                                                            | Schwerte Mühlenstraße 24 Karte | Fachwerkhaus | um 1800                                                            |                  | A 030           |
| weitere Bilder                                         | Gaststätte Pferdekämper, Gaststätte und Wohnhaus                    | Schwerte Ostenstraße 11 Karte | zweigeschossiges Gebäude im bergisch-klassizistischen Stil, ehemals königlich-preußische Posthalterei, 1853 erster Standort der Schwerter Stadtsparkasse, heute „Restaurant Haus Pferdekämper“ | Anfang des 19. Jahrhunderts                                        |                  | A 031           |
| Wohnhaus                                               | Wohnhaus                                                            | Schwerte Wallstraße 1 Karte | |                                                                    |                  | A 032           |
| Wohnhaus                                               | Wohnhaus                                                            | Schwerte Wallstraße 2 Karte | |                                                                    |                  | A 033           |
| Wohnhaus                                               | Wohnhaus                                                            | Schwerte Wallstraße 4 Karte | |                                                                    |                  | A 034           |
| Wohnhaus                                               | Wohnhaus                                                            | Schwerte Wallstraße 6 Karte | |                                                                    |                  | A 035           |
| Wohnhaus                                               | Wohnhaus                                                            | Schwerte Wallstraße 9 Karte | |                                                                    |                  | A 036           |
| Wohnhaus                                               | Wohnhaus                                                            | Schwerte Wallstraße 11 Karte | |                                                                    |                  | A 037           |
| Wohnhaus                                               | Wohnhaus                                                            | Schwerte Kampstraße 4 Karte | |                                                                    |                  | A 038           |
| Wohnhaus                                               | Wohnhaus                                                            | Schwerte Kampstraße 6 Karte | |                                                                    |                  | A 039           |
| Wohnhaus                                               | Wohnhaus                                                            | Schwerte Kampstraße 8 Karte | |                                                                    |                  | A 040           |
| Wohnhaus                                               | Wohnhaus                                                            | Schwerte Westenort 1 Karte | Traufenständiger Fachwerkbau | 1874/1875                                                          |                  | A 041           |
| Wohnhaus                                               | Wohnhaus                                                            | Schwerte Westenort 6 Karte | |                                                                    |                  | A 042           |
| Wohnhaus                                               | Wohnhaus                                                            | Schwerte Westenort 8 Karte | |                                                                    |                  | A 043           |
| weitere Bilder                                         | Wohnhaus                                                            | Schwerte Westenort 14 Karte | Fachwerkhaus |                                                                    |                  | A 046           |
| Wohnhaus                                               | Wohnhaus                                                            | Schwerte Westenstraße 5 Karte | Ehemaliges Pfarrhaus. Erbaut in der 1. Hälfte des 19. Jahrhunderts. Hausstandort im Urkataster von 1828 vorhanden. |                                                                    |                  | A 047           |
| Wohnhaus                                               | Wohnhaus                                                            | Schwerte Westenstraße 7 Karte | Hausstandort im Urkataster von 1828 vorhanden. |                                                                    |                  | A 048           |
| Wohnhaus                                               | Wohnhaus                                                            | Schwerte Westenstraße 11 Karte | |                                                                    |                  | A 049           |
| Wohnhaus (ehemaliges Ackerbürgerhaus)                  | Wohnhaus (ehemaliges Ackerbürgerhaus)                               | Schwerte Brückstraße 26 Karte | | 1. Hälfte des 19. Jahrhunderts                                     |                  | A 050           |
| weitere Bilder                                         | Wohnhaus                                                            | Schwerte Ostenstraße 17 Karte | |                                                                    |                  | A 051           |
| Geschäftshaus                                          | Geschäftshaus                                                       | Schwerte Jägerstraße 13 Karte | |                                                                    |                  | A 052           |
| Wohnhaus                                               | Wohnhaus                                                            | Schwerte Ostenstraße 19 Karte | |                                                                    |                  | A 053           |
| Wohnhaus                                               | Wohnhaus                                                            | Schwerte Kampstraße 23 Karte | |                                                                    |                  | A 054           |
| Wohnhaus                                               | Wohnhaus                                                            | Schwerte Kampstraße 24 Karte | |                                                                    |                  | A 055           |
| weitere Bilder                                         | ehemalige Wassermühle                                               | Schwerte Mühlenstraße 25 Karte | historischer Gebäudekomplex am Mühlenstrang, 1934 vom Architekten Carl Hermann Josef Schmitz umgestaltet, Mühlenbetrieb bis nach dem Zweiten Weltkrieg |                                                                    |                  | A 056           |
| BW                                                     | Wohnhaus                                                            | Schwerte Südwall 9 Karte | |                                                                    |                  | A 057           |
| Postamt                                                | Postamt                                                             | Schwerte Postplatz 5 Karte | Gebäude im Stil des Historismus | 1908                                                               |                  | A 058           |
| weitere Bilder                                         | Reste des ehemaligen Außenlagers des KZ Buchenwald EAW Schwerte-Ost | Schwerte Schützenstraße Karte | |                                                                    |                  | A 059           |
| Wohnhaus                                               | Wohnhaus                                                            | Schwerte Am Kirchhof 8 Karte | |                                                                    |                  | A 060           |
| Wohnhaus                                               | Wohnhaus                                                            | Schwerte Am Kirchhof 6 Karte | Fachwerkhaus |                                                                    |                  | A 061           |
| Wohn- und Geschäftshaus                                | Wohn- und Geschäftshaus                                             | Schwerte Brückstraße 4 Karte | |                                                                    |                  | A 062           |
| weitere Bilder                                         | Wohn- und Geschäftshaus                                             | Schwerte Brückstraße 6 Karte | dreigeschossiges Putzgebäude, Erdgeschoss von der St.-Viktor-Apotheke genutzt |                                                                    |                  | A 063           |
| Wohnhaus                                               | Wohnhaus                                                            | Schwerte Hellpothstraße 12 Karte | |                                                                    |                  | A 064           |
| Wohnhaus                                               | Wohnhaus                                                            | Schwerte Hellpothstraße 10 Karte | |                                                                    |                  | A 065           |
| Wohn- und Geschäftshaus                                | Wohn- und Geschäftshaus                                             | Schwerte Hüsingstraße 30 Karte | |                                                                    |                  | A 066           |
| Wohnhaus                                               | Wohnhaus                                                            | Schwerte Kampstraße 28 Karte | Giebelständiges Fachwerkhaus als Wohn- und Wirtschaftsgebäude einer ehemaligen Hofanlage von 1812. Ehemaliges Ackerbürgerhaus. |                                                                    |                  | A 067           |
| weitere Bilder                                         | Wohn- und Geschäftshaus                                             | Schwerte Mährstraße 11 Karte | Fassade mit Jugendstildekor | 1900                                                               |                  | A 068           |
| Wohn- und Geschäftshaus                                | Wohn- und Geschäftshaus                                             | Schwerte Mährstraße 13 Karte | | um 1900                                                            |                  | A 069           |
| Wohnhaus                                               | Wohnhaus                                                            | Schwerte Mühlenstraße 1 / Brückstraße 28 Karte                                                                                             | |                                                                    |                  | A 070           |
| weitere Bilder                                         | Wohnhaus                                                            | Schwerte Mühlenstraße 3 Karte | errichtet als Einraumfachwerkhaus | Anfang des 19. Jahrhunderts, vor 1828                              |                  | A 071           |
| weitere Bilder                                         | Wohnhaus                                                            | Schwerte Mühlenstraße 4 Karte | Fachwerkhaus |                                                                    |                  | A 072           |
| weitere Bilder                                         | Wohnhaus                                                            | Schwerte Mühlenstraße 6 Karte | Fachwerkhaus |                                                                    |                  | A 073           |
| weitere Bilder                                         | Wohnhaus                                                            | Schwerte Mühlenstraße 7 Karte | Fachwerkhaus |                                                                    |                  | A 074           |
| weitere Bilder                                         | Wohnhaus                                                            | Schwerte Mühlenstraße 9 Karte | Fachwerkhaus |                                                                    |                  | A 075           |
| weitere Bilder                                         | Wohnhaus                                                            | Schwerte Mühlenstraße 10 Karte | Fachwerkhaus |                                                                    |                  | A 076           |
| weitere Bilder                                         | Wohnhaus                                                            | Schwerte Mühlenstraße 12 Karte | Fachwerkhaus | Anfang des 19. Jahrhunderts, vor 1828                              |                  | A 077           |
| weitere Bilder                                         | Wohnhaus                                                            | Schwerte Mühlenstraße 20 Karte | traufständiges Fachwerkhaus mit Krüppelwalmdach | 1. Hälfte des 19. Jahrhunderts                                     |                  | A 078           |
| Wohnhaus                                               | Wohnhaus                                                            | Schwerte Nordstraße 10 Karte | |                                                                    |                  | A 080           |
| Wohnhaus                                               | Wohnhaus                                                            | Schwerte Nordstraße 7 Karte | |                                                                    |                  | A 081           |
| Kriegerehrenmal 1870/71                                | Kriegerehrenmal 1870/71                                             | Schwerte (auf dem Postplatz) Karte | |                                                                    |                  | A 082           |
| jüdische Begräbnisstätte (Jüdischer Friedhof Schwerte) | jüdische Begräbnisstätte (Jüdischer Friedhof Schwerte)              | Schwerte Nordwall Karte | 78 erhaltene Grabsteine | ca. 1762–1930er Jahre                                              |                  | A 083           |
| weitere Bilder                                         | Gutshof „Althoff“                                                   | Ergste Auf dem Hilf 46–54/ Lindenufer 27 Karte                                                                                             | Gebäudeensemble Gut Althoff | 1807 (Haupthaus)                                                   |                  | A 084           |
| weitere Bilder                                         | ehemaliger Hof                                                      | Ergste Langestraße 28 Karte | zweigeschossiges Fachwerkgebäude, genannt „Haus Hövelmann“ | Mitte des 19. Jahrhunderts                                         |                  | A 085           |
| weitere Bilder                                         | Bauernhaus mit Remise und Mauer                                     | Ergste Unterdorfstraße 1a (Ecke Auf dem Hilf/Langestraße) Karte                                                                            | Vierständerbau mit Wohn- und Wirtschaftsteil von 1758, Backsteingebäude (Remise) und Sandsteinmauer | 1758 (Fachwerkhaus)                                                |                  | A 086           |
| weitere Bilder                                         | evangelische Pfarrkirche (St. Johannis)                             | Ergste Kirchstraße Karte | nach Plänen von Friedrich Wilhelm Buchholz errichteter Sakralbau aus Ruhrsandstein | 1826–1830                                                          |                  | A 087           |
| weitere Bilder                                         | Wohnhaus                                                            | Ergste Langestraße 24 Karte | „Degenhardt'sches Haus“ Ältestes Haus in Ergste (Fachwerkgebäude). 1985/1986 erfolgte eine denkmalgerechte Restaurierung. | 1607                                                               |                  | A 088           |
| ehemalige Kettenschmiede                               | ehemalige Kettenschmiede                                            | Ergste Auf dem Hilf 2 Karte | |                                                                    |                  | A 089           |
| Hofgebäude                                             | Hofgebäude                                                          | Ergste Bierstraße 1 Karte | Fachwerkgebäude |                                                                    |                  | A 090           |
| Hofgebäude                                             | Hofgebäude                                                          | Ergste (Reingsen) Reingsen 34 Karte | |                                                                    |                  | A 091           |
| Heuerlingshaus                                         | Heuerlingshaus                                                      | Ergste (Reingsen) Reingsen 36 Karte | Fachwerkgebäude | 18. Jahrhundert                                                    |                  | A 092           |
| weitere Bilder                                         | Fachwerkgebäude                                                     | Ergste Unterdorfstraße 52 Karte | |                                                                    |                  | A 093           |
| weitere Bilder                                         | Einzelgehöft mit Wohn-Wirtschaftsgebäude                            | Ergste Ruhrtalstraße 118/120 Karte | Hof Niederweisched |                                                                    |                  | A 094           |
| Wohnhaus                                               | Wohnhaus                                                            | Ergste Auf dem Hilf 10 Karte | |                                                                    |                  | A 095           |
| weitere Bilder                                         | Kriegerdenkmal (Kriegerdenkmal Ergste)                              | Ergste Am Ehrenmal Karte | |                                                                    |                  | A 096           |
| Fachwerkhaus                                           | Fachwerkhaus                                                        | Geisecke Schloßweide 2 Karte | genannt „Voss’scher Hof“ | 1823                                                               |                  | A 097           |
| BW                                                     | Wasserburg (Haus Rutenborn)                                         | Geisecke Dorfstraße 39 Karte | alter Sitz der Herren von Rudenbüren, Herrenhaus und Gutshof, heute als Bauernhof bewirtschaftet | vermutlich 14. Jahrhundert                                         |                  | A 098           |
| Wohnhaus                                               | Wohnhaus                                                            | Rosen (Schwerte-Holzen) Rosenweg 136 Karte                                                                                                 | genannt „Villa Rosen“ | 1910                                                               |                  | A 099           |
| weitere Bilder                                         | ehemaliger Gutshof, heute Haus Villigst                             | Villigst Iserlohner Straße 25 Karte | Gebäudeensemble im klassizistischen Stil mit umgebender Parkanlage an der Ruhr | um 1819 (heutige Gebäude)                                          |                  | A 100           |
| Kriegerdenkmal                                         | Kriegerdenkmal                                                      | Villigst Rote-Haus-Straße, Friedhof Karte                                                                                                  | Denkmal auf dem Kommunalfriedhof Villigst, am Waldrand gelegen |                                                                    |                  | A 101           |
| weitere Bilder                                         | Schlossanlage des 17. und 18. Jahrhunderts, Haus Ruhr               | Wandhofen Hagener Straße 241 Karte | ehemalige Wasserburg aus dem 15. Jahrhundert, später Umbau zum Herrenhaus und Gutsanwesen, heute von der privaten Bildungseinrichtung Ruhrakademie genutzt | 17. Jahrhundert und später                                         |                  | A 102           |
| BW                                                     | Fachwerkhaus                                                        | Wandhofen Strangstraße 8 Karte | | 1833                                                               |                  | A 103           |
| Wohnhaus                                               | Wohnhaus                                                            | Westhofen Niederstraße 5 Karte | zweigeschossiges Fachwerkhaus | Ende des 18. Jahrhunderts                                          |                  | A 104           |
| Wohnhaus                                               | Wohnhaus                                                            | Westhofen Klätergasse 10 Karte | | Ende des 18./Anfang des 19. Jahrhunderts                           |                  | A 105           |
| Wohnhaus                                               | Wohnhaus                                                            | Westhofen Reichshofstraße 93 Karte | | 19. Jahrhundert                                                    |                  | A 106           |
| BW                                                     | Gut Kückshausen                                                     | Westhofen Syburger Straße 9 Karte | Altgebäude auf dem Reiterhof |                                                                    |                  | A 107           |
| weitere Bilder                                         | Wohn- und Geschäftshaus                                             | Westhofen Reichshofstraße 79 Karte | | 1837                                                               |                  | A 108           |
| Wohn- und Geschäftshaus                                | Wohn- und Geschäftshaus                                             | Westhofen Reichshofstraße 72 Karte | | 18. Jahrhundert                                                    |                  | A 109           |
| Wohnhaus                                               | Wohnhaus                                                            | Westhofen Reichshofstraße 89 Karte | |                                                                    |                  | A 110           |
| weitere Bilder                                         | evangelische Kirche (Evangelische Kirche Westhofen)                 | Westhofen Kirchplatz 7 Karte | Sakralbau aus Ruhrsandstein (Bruchsteinmauerwerk) |                                                                    |                  | A 111           |
| weitere Bilder                                         | Schule und ehemaliges Rathaus                                       | Westhofen Kirchplatz 8 Karte | zweigeschossiges Bruchsteingebäude aus Ruhrsandstein | 1741                                                               |                  | A 112           |
| Wohnhaus                                               | Wohnhaus                                                            | Westhofen Niederstraße 21 Karte | zweigeschossiges Fachwerkgebäude |                                                                    |                  | A 113           |
| weitere Bilder                                         | Jüdische Begräbnisstätte (Alter Jüdischer Friedhof (Westhofen))     | Westhofen Reichshofstraße Karte | |                                                                    |                  | A 114           |
| weitere Bilder                                         | Hauptbahnhof (Bahnhof Schwerte (Ruhr))                              | Schwerte Bahnhofstraße 35 Karte | |                                                                    |                  | A 115           |
| weitere Bilder                                         | Eisenbahnbrücke (über die Ruhr) (Eisenbahnbrücke Wandhofen)         | Ergste und Wandhofen (an der Ruhr zwischen Wandhofen und Ergste) Karte                                                                     | Brücke der Ardeybahn über die Ruhr mit parallel geführter Fuß- und Radwegbrücke | 1908–1910                                                          |                  | A 116           |
| weitere Bilder                                         | Eisenbahnbrücke (sogen. Flutbrücke) (Ruhrflutbrücke Ergste)         | Ergste (Ruhrauen in Ergste) Karte | Eisenbahnbrücke der Ardeybahn, die als „Flutbrücke“ bzw. „Notumflutbrücke“ normalerweise „trockenen Fußes“ in den Ruhrauen steht und nur bei starken Hochwässern von der Ruhr umspült wird | 1909                                                               |                  | A 117           |
| Wohn- und Geschäftshaus                                | Wohn- und Geschäftshaus                                             | Schwerte Hüsingstraße 4 Karte | |                                                                    |                  | A 118           |
| Villa                                                  | Villa                                                               | Schwerte Wittekindstraße 9 Karte | |                                                                    |                  | A 119           |
| Saalbau Freischütz                                     | Saalbau Freischütz                                                  | Schwerte Hörder Straße 131 Karte | Ausflugslokal und Veranstaltungsstätte | ca. 1902–1903                                                      |                  | A 120           |
| Wohnhaus                                               | Wohnhaus                                                            | Schwerte Bergerhofweg 1 Karte | |                                                                    |                  | A 121           |
| weitere Bilder                                         | Wohnhaus                                                            | Schwerte Karl-Gerharts-Straße 4 Karte | |                                                                    |                  | A 122           |
| weitere Bilder                                         | Doppelwohnhaus                                                      | Schwerte Karl-Gerharts-Straße 31/33 Karte                                                                                                  | |                                                                    |                  | A 123           |
| Wohn- und Geschäftshaus                                | Wohn- und Geschäftshaus                                             | Schwerte Eintrachtstraße 1a Karte | |                                                                    |                  | A 124           |
| Wohn- und Geschäftshaus                                | Wohn- und Geschäftshaus                                             | Schwerte Eintrachtstraße 1b Karte | |                                                                    |                  | A 125           |
| weitere Bilder                                         | Grabmale im Stadtpark                                               | Schwerte Bahnhofstraße/ Beckestraße Karte                                                                                                  | |                                                                    |                  | A 126           |
| weitere Bilder                                         | Villa                                                               | Westhofen Reichshofstraße 155 Karte | |                                                                    |                  | A 127           |
| Wohn- und Geschäftshaus                                | Wohn- und Geschäftshaus                                             | Westhofen Reichshofstraße 98 Karte | |                                                                    |                  | A 128           |
| BW                                                     | Fachwerk-Ensemble                                                   | Westhofen Kirchplatz 5/6 Karte | |                                                                    |                  | A 129           |
| Wohnhaus                                               | Wohnhaus                                                            | Westhofen Schloßstraße 1 Karte | zweigeschossiges Fachwerkgebäude | Mitte/Ende des 18. Jahrhunderts (1756)                             |                  | A 130           |
| Wohnhaus                                               | Wohnhaus                                                            | Westhofen Niederer Mühlenweg 10 Karte | Bruchsteingebäude aus Ruhrsandstein |                                                                    |                  | A 131           |
| weitere Bilder                                         | Betriebsgebäude der Wasserkraftanlage der Dortmunder Stadtwerke     | Westhofen Hagener Straße an der Ruhr Karte                                                                                                 | schiefergedecktes Maschinenhaus/Pumpwerk-Gebäude (Wasserwerk Westhofen II mit Ruhr-Staustufe am Beginn des Westhofener Untergrabens), 2010/11 Umbau des Wasserkraftwerks durch die Wasserwerke Westfalen (u. a. Einbau von zwei S-Kaplan-Turbinen, eine von vier historischen Francis-Turbinen verbleibt zu Anschauungszwecken im Gebäude)                             | 1918–1922                                                          |                  | A 132           |
| BW                                                     | Lok-Richthalle EAW Schwerte-Ost                                     | Schwerte Emil-Rohrmann-Straße 22 Karte | |                                                                    |                  | A 134           |
| BW                                                     | Anheizhalle EAW Schwerte-Ost                                        | Schwerte Emil-Rohrmann-Straße Karte | |                                                                    |                  | A 135           |
| BW                                                     | Zentralschmiede EAW Schwerte-Ost                                    | Schwerte Ernst-Gremler-Straße 6 Karte | |                                                                    |                  | A 136           |
| BW                                                     | Verwaltungsgebäudegruppe EAW Schwerte-Ost                           | Schwerte Ernst-Gremler-Straße 13/15 Karte                                                                                                  | |                                                                    |                  | A 137           |
| BW                                                     | Pförtnerhaus EAW Schwerte-Ost                                       | Schwerte Am Hohenstein 38–40 Karte | |                                                                    |                  | A 138           |
| Wohnhaus                                               | Wohnhaus                                                            | Schwerte Eintrachtstraße 3 Karte | |                                                                    |                  | A 139           |
| Wohnhaus, ehemaliger Hof                               | Wohnhaus, ehemaliger Hof                                            | Westhofen Niederstraße 12 Karte | | 1722                                                               |                  | A 140           |
| BW                                                     | ehemaliges Stofflager im EAW                                        | Schwerte Emil-Rohrmann-Straße 16a Karte | |                                                                    |                  | A 141           |
| weitere Bilder                                         | ehemalige Rohrmeisterei (Rohrmeisterei Schwerte)                    | Schwerte Ruhrstraße 20 Karte | errichtet als Pumpstation zur Trinkwasserversorgung, später als „Rohrmeisterei“ genannte Werkhalle und nach Leerstand heute als Kulturzentrum genutzt | 1889–1890                                                          |                  | A 142           |
| weitere Bilder                                         | Wohnhaus                                                            | Ergste Kirchstraße 26 Karte | |                                                                    |                  | A 144           |
| weitere Bilder                                         | Villa                                                               | Schwerte Karl-Gerharts-Straße 29 Karte | |                                                                    |                  | A 146           |
| Wohnhaus                                               | Wohnhaus                                                            | Schwerte Goethestraße 8 Karte | |                                                                    |                  | A 147           |
| weitere Bilder                                         | Wohn- und Geschäftshaus                                             | Schwerte Hüsingstraße 1 Karte | dreigeschossiger Massivbau, Eckhaus, Adler-Apotheke |                                                                    |                  | A 148           |
| weitere Bilder                                         | Kugelgasbehälter                                                    | Schwerte Liethstraße 36 Karte | genieteter Hochdruck-Kugelgasometer auf dem Gelände der Schwerter Stadtwerke, von 1949 bis 1978 in Betrieb | etwa 1948                                                          | 1991             | A 149           |
| BW                                                     | Ehrenmal auf dem evangelischen Friedhof                             | Schwerte Hörder Straße Karte | |                                                                    |                  | A 150           |
| Wohnhaus                                               | Wohnhaus                                                            | Schwerte Nordstraße 13 Karte | Fachwerkwohnhaus aus dem frühen 19. Jahrhundert. Hausstandort im Urkataster von 1828 vorhanden. |                                                                    |                  | A 151           |
| Esel Eckey                                             | Esel Eckey                                                          | Schwerte (Schwerter Heide) Ostberger Straße 94 Karte                                                                                       | Fachwerkgebäude, ehemalige Ausflugsgaststätte „Esel Eckey“ |                                                                    |                  | A 152           |
| weitere Bilder                                         | katholische Kirche St. Marien                                       | Schwerte Goethestraße 21 Karte | dreischiffige Basilika mit Querhaus und Chorflankentürmen im neoromanischen Stil, gebaut nach Plänen des Architekten Franz Mündelein, 1964 erweitert (westliches Joch) | 1903–1904                                                          |                  | A 153           |
| Wohngebäude                                            | Wohngebäude                                                         | Westhofen Reichshofstraße 95 Karte | |                                                                    |                  | A 154           |
| weitere Bilder                                         | Wohngebäude                                                         | Westhofen Reichshofstraße 157 Karte | |                                                                    |                  | A 155           |
| BW                                                     | Fachwerkbauernhaus                                                  | Villigst Beckhausweg 10 Karte | zweigeschossiges Fachwerkgebäude |                                                                    |                  | A 156           |
| Fachwerkwohnhaus                                       | Fachwerkwohnhaus                                                    | Schwerte Teichstraße 2 Karte | |                                                                    |                  | A 157           |
| weitere Bilder                                         | Fachwerkwohnhaus                                                    | Schwerte Teichstraße 6 Karte | |                                                                    |                  | A 159           |
| Wohngebäude                                            | Wohngebäude                                                         | Schwerte Feldstraße 11 Karte | |                                                                    |                  | A 160           |
| Wohngebäude                                            | Wohngebäude                                                         | Schwerte Feldstraße 13 Karte | |                                                                    |                  | A 161           |
| Wohngebäude                                            | Wohngebäude                                                         | Schwerte Feldstraße 15 Karte | |                                                                    |                  | A 162           |
| Wohngebäude                                            | Wohngebäude                                                         | Schwerte Feldstraße 17 Karte | |                                                                    |                  | A 163           |
| Wohngebäude                                            | Wohngebäude                                                         | Westhofen Mittelstraße 4a Karte | |                                                                    |                  | A 164           |
| BW                                                     | Rettelmühle                                                         | Wandhofen und Westhofen Hagener Straße 240 Karte                                                                                           | Gebäudekomplex am Wannebach, ehemalige Kornmühle von Haus Ruhr, heute mit Unterbrechungen als Gaststätte genutzt, Mühlen- und Bootsteich 2010/11 zugeschüttet | z. T. 1676                                                         |                  | A 165           |
| weitere Bilder                                         | Wohnhaus                                                            | Schwerte Eintrachtstraße 9 Karte | |                                                                    |                  | A 166           |
| weitere Bilder                                         | Wohnhaus                                                            | Schwerte Teichstraße 1 Karte | zweigeschossiges verschiefertes Gebäude |                                                                    |                  | A 167           |
| weitere Bilder                                         | Wohnhaus                                                            | Schwerte Kleppingstraße 7 Karte | ehemaliges landwirtschaftlichen Anwesen, 1901 Geburtshaus von Josef Spiegel (Gründer des Ruhrtalmuseums) | 18. Jahrhundert                                                    |                  | A 168           |
| Wohn- und Geschäftshaus                                | Wohn- und Geschäftshaus                                             | Schwerte Brückstraße 23 Karte | |                                                                    |                  | A 169           |
| weitere Bilder                                         | Wohn- und Geschäftshaus                                             | Schwerte Brückstraße 16 Karte | als Gasthof 1858 neugebaut, 1892 Konditorei im Kellergeschoss eingerichtet, im 21. Jahrhundert Hotel/Restaurant „Alte Marktschänke“ | 1858                                                               |                  | A 170           |
| weitere Bilder                                         | Wohn- und Geschäftshaus                                             | Schwerte Friedensstraße 37 Karte | |                                                                    |                  | A 171           |
| Wohnhaus                                               | Wohnhaus                                                            | Schwerte Kampstraße 29 Karte | |                                                                    |                  | A 172           |
| Wohnhaus                                               | Wohnhaus                                                            | Schwerte Große Marktstraße 3 Karte | Sogenanntes „Haversches Haus“. Seit 1869 im Eigentum von Carl Braus, Gründer der ersten Schwerter Zeitung. Von 1868 bis 1968 Sitz der Schwerter Zeitung. | um 1800                                                            |                  | A 173           |
| Wohnhaus                                               | Wohnhaus                                                            | Schwerte Kampstraße 18 a + b Karte | |                                                                    |                  | A 174           |
| Wohngebäude                                            | Wohngebäude                                                         | Schwerte Robert-Koch-Straße 15 Karte | |                                                                    |                  | A 175           |
| Wohngebäude                                            | Wohngebäude                                                         | Westhofen Reichshofstraße 101 Karte | |                                                                    |                  | A 176           |
| weitere Bilder                                         | Wohn- und Geschäftshaus                                             | Schwerte Hellpothstraße 3 Karte | |                                                                    |                  | A 177           |
| Villa                                                  | Villa                                                               | Westhofen Reichshofstraße 71 Karte | |                                                                    |                  | A 178           |
| weitere Bilder                                         | Zum Goldenen Hirsch                                                 | Schwerte Teichstraße 7 Karte | viergeschossiger Putzbau, Eckhaus mit neogotischem Fassadenschmuck und Hirschfigur über der Eingangstür | um 1900                                                            |                  | A 179           |
| weitere Bilder                                         | Wohn- und Geschäftshaus                                             | Schwerte Rathausstraße 11 Karte | |                                                                    |                  | A 180           |
| Anwesen                                                | Anwesen                                                             | Ergste Lindenufer 4 Karte | |                                                                    |                  | A 181           |
| BW                                                     | Schmiede im ehemaligen EAW Schwerte-Ost                             | Schwerte Emil-Rohrmann-Straße 17 Karte | |                                                                    |                  | A 182           |
| BW                                                     | Kraftwerk mit Schornstein im ehemaligen EAW Schwerte-Ost            | Schwerte Emil-Rohrmann-Straße 17 Karte | |                                                                    |                  | A 183           |
| weitere Bilder                                         | Amtsgericht Schwerte                                                | Schwerte Hagener Straße 40 Karte | zweigeschossiger Backsteinbau, errichtet als „Königliches Amtsgericht“ Schwerte |                                                                    |                  | A 184           |
| weitere Bilder                                         | Kreinberg-Siedlung                                                  | Schwerte Am Hohenstein, Am Quickspring, Behnestraße, Garbepfad, Hertelshof, Lichtendorfer Straße, Von-Borries-Weg, Wittfeldweg u. a. Karte | Werksiedlung des ehemaligen EAW Schwerte-Ost mit insgesamt etwa 1000 Wohnungen; unter Denkmalschutz stehen rund 270 Gebäude der Siedlung im Eigentum der Eisenbahner Wohnungsgenossenschaft eG (EWG) | 1920–1935                                                          | 2001             | A 186           |
| BW                                                     | Kapelle                                                             | Schwerte Schützenstraße 9 Karte | Kapellenraum des Evangelischen Krankenhauses mit Farbverglasung (neun aufeinander abgestimmte Fenster) und Voute sowie einem weiteren Fenster im Kapellenvorraum; von der Glasmalerin Elisabeth Coester gestaltete Fenster im Original erhalten | vor 1941                                                           |                  | A 187           |
| Denkmal für sowjetische Bürger und weitere Kriegstote  | Denkmal für sowjetische Bürger und weitere Kriegstote               | Ergste Sembergweg, Friedhof Karte | Teil des Kommunalfriedhofs Schwerte-Ergste, Gedenkstein für sowjetische Bürger und weitere Kriegstote verschiedener Nationen, erinnert insbesondere an die Zwangsarbeiter, die während des Zweiten Weltkrieges in verschiedenen Schwerter Werken arbeiten mussten und dort zu Tode kamen                                                                               | nach Mai 1945                                                      |                  | A 188           |
| Gräberfeld der Kriegstoten                             | Gräberfeld der Kriegstoten                                          | Ergste Sembergweg, Friedhof Karte | Teil des Kommunalfriedhofs Schwerte-Ergste, 17 Grabsteine für ortsfremde deutsche Soldaten, die in den letzten Monaten des Zweiten Weltkriegs in Schwerte ums Leben kamen und auf dem Ergster Friedhof bestattet wurden | ab 1945                                                            |                  | A 189           |
| jüdische Begräbnisstätte (Jüdischer Friedhof Ergste)   | jüdische Begräbnisstätte (Jüdischer Friedhof Ergste)                | Ergste Sembergweg Karte | Teil des Kommunalfriedhofs Schwerte-Ergste, diente ab 1873 als Begräbnisstätte der jüdischen Gemeinde, 13 Grabsteine mit deutscher Inschrift in Originalaufstellung | 1873–1934                                                          |                  | A 190           |
| weitere Bilder                                         | historische Grabdenkmale                                            | Westhofen Mesenbecke Karte | sechs alte Grabsteine (fünf davon aus Ruhrsandstein) auf dem Kommunalfriedhof Westhofen | 19. Jahrhundert                                                    |                  | A 191           |
| Wohnhaus mit Praxis                                    | Wohnhaus mit Praxis                                                 | Schwerte Bahnhofstraße 10a Karte | straßenseitig vier- und rückwärtig dreigeschossiges Haus, insbesondere Straßenfassade repräsentativ verklinkert, Architekt Carl Hermann Josef Schmitz | 1928                                                               |                  | A 192           |
| Wohnhaus                                               | Wohnhaus                                                            | Schwerte Hagener Straße 31 Karte | zweigeschossiges traufständiges Bürgerwohnhaus mit straßenseitig aufwändig gestalteter Putzfassade, aufeinander abgestimmten Fenstern und Haustür und einem als Attika gestalteten Drempel; Wintergarten 1910 angebaut; denkmalgeschützte Ausstattung im Inneren u. a. Mettlacher Fliesen (Bodenfliesen von Villeroy & Boch), Stuckdekor, Holzdecken, Dielen und Türen | vermutlich 1896                                                    |                  | A 193           |
| Wohn- und Geschäftsgebäude                             | Wohn- und Geschäftsgebäude                                          | Schwerte Wilhelmstraße 16 Karte | |                                                                    |                  | A 194           |
| Wohnhaus                                               | Wohnhaus                                                            | Schwerte Kampstraße 15 Karte | |                                                                    |                  | A 195           |
| weitere Bilder                                         | Baukomplex der katholischen Kirche St. Monika                       | Ergste Am Kleinenberg 7 Karte | | 1988/1989                                                          |                  | A 196           |

## Gelöschte Baudenkmäler
| Bild     | Bezeichnung | Lage                                  | Beschreibung | Bauzeit | Eingetragen seit | Denkmal- nummer |
| -------- | ----------- | ------------------------------------- | ------------ | ------- | ---------------- | --------------- |
| Wohnhaus | Wohnhaus    | Schwerte Nordstraße 15 Karte          |              |         |                  | A 079           |
| BW       | Hof         | Geisecke Geisecker Talstraße 63 Karte |              |         |                  | A 133           |

Bei den fehlenden Denkmälern mit den Denkmalnummern A 044, A 045, A 143, A 145, A158 und A 185 ist die Unterschutzstellung als Denkmal ebenfalls aufgehoben worden.

## Denkmalbereiche
| Bild | Bezeichnung                     | Lage                                                      | Beschreibung | Bauzeit | Eingetragen seit  | Denkmal- nummer |
| ---- | ------------------------------- | --------------------------------------------------------- | --- | ------- | ----------------- | --------------- |
| BW   | Freiheit Westhofen              | Westhofen diverse Straßen um den Markt(platz) herum Karte | mittelalterlich geprägter Altstadtgrundriss (Verlauf und Lage der Straßen, Gassen und Plätze und ihre historischen Baufluchten, die Parzellenstruktur und historische Hausstandorte), Maßstab und Hauptformen der Bebauung |         | 14. Dezember 1989 | Denkmalbereich  |
| BW   | Historischer Stadtkern Schwerte | Schwerte diverse Straßen Karte                            | |         |                   | Denkmalbereich  |

## Bewegliche Denkmäler
Außerdem befinden sich drei bewegliche Denkmäler (Listenteil C) auf dem Gebiet der Stadt Schwerte.
| Bild | Bezeichnung                                 | Lage                                 | Beschreibung | Bauzeit                | Eingetragen seit | Denkmal- nummer |
| ---- | ------------------------------------------- | ------------------------------------ | --- | ---------------------- | ---------------- | --------------- |
|      | Peststein                                   | Ergste Ergster Friedhof              | |                        |                  | C 001           |
|      | Lochstein „Louisenglück 27. September 1792“ | Westhofen (bei Gut Kückshausen)      | Lochstein, der die Grubenfeldgrenze zwischen den beiden Zechen Louisenglück und Glücksfortgang markierte                                                                           | 1792                   |                  | C 002           |
|      | historische Grabsteine                      | Ergste Evangelisches Pastorat Ergste | 20 alte Grabsteine in Neuaufstellung auf dem „historischen Kirchhof“ zwischen Gemeindehaus und Pastorat, ursprünglich auf dem 1938 eingeebneten Friedhof „Auf dem Hilf“ befindlich | ab dem 17. Jahrhundert |                  | C 003           |